# Делень (Васлуй)
Делень, Делені (рум. Deleni) — село у повіті Васлуй в Румунії. Входить до складу комуни Делень.
Село розташоване на відстані 266 км на північний схід від Бухареста, 12 км на південь від Васлуя, 70 км на південь від Ясс, 124 км на північ від Галаца.

## Населення
За даними перепису населення 2002 року у селі проживали 1875 осіб, усі — румуни. Усі жителі села рідною мовою назвали румунську.